# Sovrani di Svezia

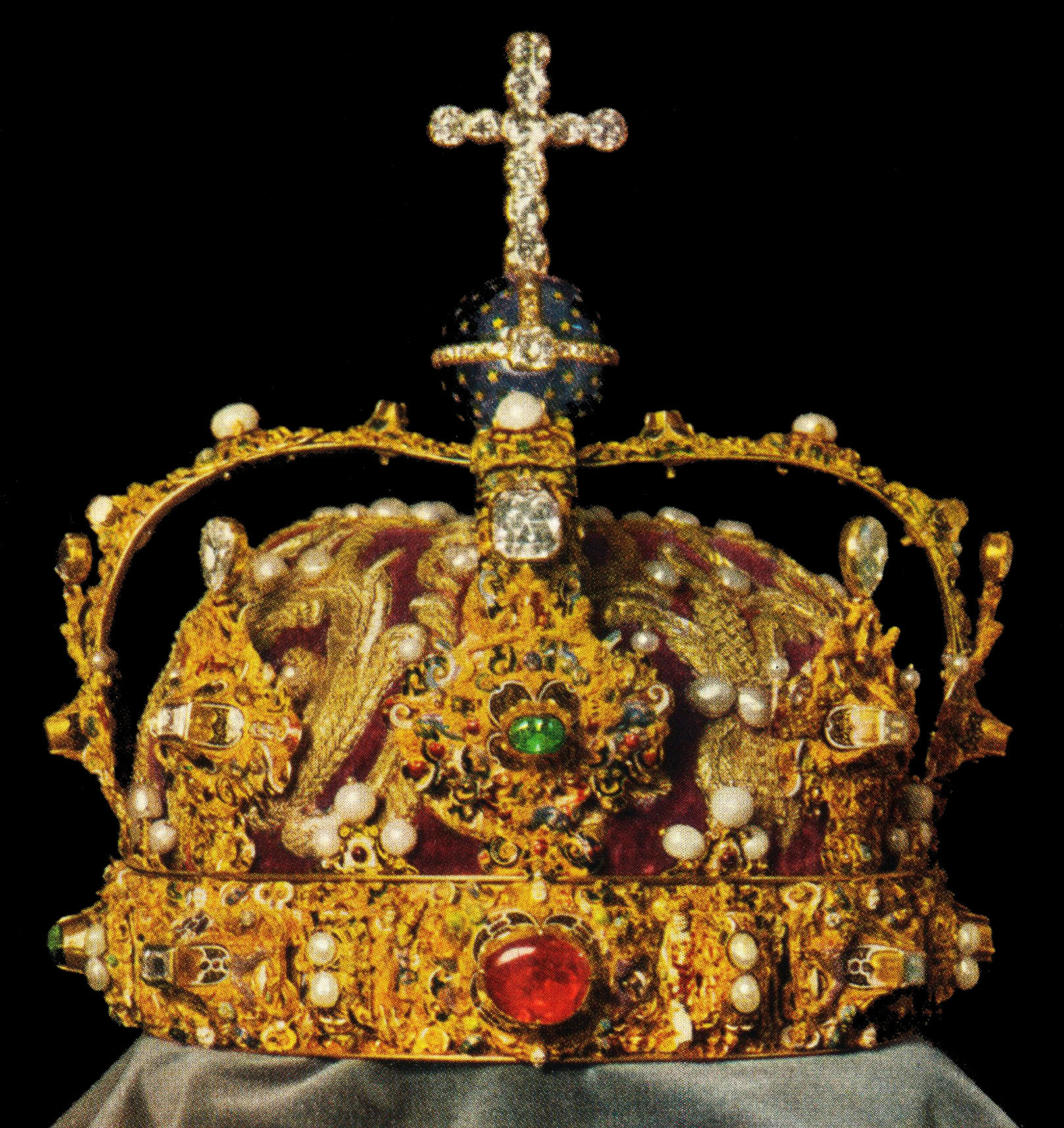
La corona della Svezia, conservata nel Palazzo Reale di Stoccolma.

Questo è un elenco di monarchi svedesi ovvero di re e regine regnanti della Svezia, assieme ai reggenti e viceré dell'Unione di Kalmar, fino ai giorni nostri.
Esistono elenchi di monarchi svedesi pagani con date molto precedenti a queste. Queste registrazioni contengono i primi re e danno una spiegazione alla numerazione dei monarchi, in particolare per i nomi Erik e Karl (Eric e Carlo). Comunque, queste registrazioni sono in molti casi dubbie e comprendono re che apparentemente avrebbero regnato per centocinquant'anni.
Per questo motivo, gli elenchi di solito iniziano con il primo re cristiano di Svezia, Olof Skötkonung e con suo padre Erik Segersäll. Per l'elenco dei re di Svezia precedenti di cui non è attestata l'esistenza con certezza, vedi re leggendari svedesi e re semi-leggendari svedesi.

## Munsö (970 - 1060)
| Nome                    | Ritratto | Nascita               | Regno      | Regno      | Morte                   | Consorte               | Note                         |
| Nome                    | Ritratto | Nascita               | Inizio     | Fine       | Morte                   | Consorte               | Note                         |
| ----------------------- | -------- | --------------------- | ---------- | ---------- | ----------------------- | ---------------------- | ---------------------------- |
| Erik (VI) il Vittorioso |          | circa 945             | circa 970  | circa 995  | Gamla Uppsala circa 995 | Sigrid la Superba      |                              |
| Olof Skötkonung         |          | circa 980             | circa 995  | circa 1022 | circa 1022              | Estrid degli Obotriti  | Figlio di Erik il Vittorioso |
| Anund Jacob             |          | 25 luglio 1008 o 1010 | circa 1022 | 1050       | 1050                    | Gunnhildr Sveinsdóttir | Figlio di Olof               |
| Emund il Vecchio        |          | circa 1000            | 1050       | 1060       | 1060                    | Astrid Njalsdotter     | Fratellastro di Anund        |

## Stenkil (1060 - 1130)
| Nome               | Ritratto | Nascita | Regno  | Regno | Morte         | Consorte                       | Note |
| Nome               | Ritratto | Nascita | Inizio | Fine  | Morte         | Consorte                       | Note |
| ------------------ | -------- | ------- | ------ | ----- | ------------- | ------------------------------ | --- |
| Stenkil            |          | 1030    | 1060   | 1066  | 1066          | una figlia di Emund il Vecchio | Genero di Emund |
| Erik VII           |          | ?       | 1066   | 1067  | 1067          | -                              | Figlio di Stenkil; Non riconosciuto nella provincia di Östergötland                                                                            |
| Erik VIII          |          | ?       | 1066   | 1067  | 1067          | -                              | Eletto dagli svedesi pagani in opposizione al cristiano Erik VII; Non riconosciuto nella provincia di Västergötland                            |
| Halsten            |          | 1050    | 1067   | 1070  | 1084          | ?                              | Figlio di Stenkil; Venne deposto |
| Anund III il Russo |          | ?       | 1070   | 1075  | ?             | ?                              | |
| Haakon il Rosso    |          | ?       | 1075   | 1079  | 1079          | ?                              | Forse figlio illegittimo di Stenkil |
| Halsten            |          | 1050    | 1079   | 1084  | 1084          | ?                              | Restaurato |
| Ingold I           |          | ?       | 1079   | 1084  | 1105          | Elena di Svezia                | Co-regnante con il fratello Halsten |
| Blot-Sven          |          | ?       | 1084   | 1087  | 1087          | una figlia di Stenkil          | Forse nipote illegittimo di Olof III; Eletto dagli svedesi pagani in opposizione a Ingold I; Non riconosciuto nella provincia di Västergötland |
| Erik Årsäll        |          | ?       | 1087   | 1088  | 1088          | ?                              | Figlio di Blot-Sven; Eletto dagli svedesi pagani in opposizione a Ingold I; Non riconosciuto nella provincia di Västergötland                  |
| Ingold I           |          | ?       | 1087   | 1105  | 1105          | Elena di Svezia                | Restaurato |
| Filippo I          |          | ?       | 1105   | 1118  | 1118          | Ingegerd di Norvegia           | Nipote di Ingold I. Co-regnante con il fratello Ingold II                                                                                      |
| Ingold II          |          | ?       | 1105   | 1125  | 1125          | Ulvhild Håkonsdotter           | Nipote di Ingold I Co-regnante con il fratello Filippo I                                                                                       |
| Ragnvald Knaphövde |          | 1100    | 1125   | 1126  | Karbely, 1126 | ?                              | Forse cugino di Filippo I e Ingold II; non riconosciuto nelle province di Ostergotland e Vastergotland                                         |
| Magnus I           |          | 1100    | 1125   | 1130  | 4 giugno 1134 | Rikissa di Polonia             | Cugino di Ragnvald |

## Casati di Sverker, Erik ed Estrid (1130 - 1250)
Casato di Estrid
      Casato di Erik
      Casato di Sverker
| Nome | Nome                  | Ritratto | Nascita        | Regno                 | Regno                 | Morte                    | Consorte                                                                | Note                                                                        |
| Nome | Nome                  | Ritratto | Nascita        | Inizio                | Fine                  | Morte                    | Consorte                                                                | Note                                                                        |
| ---- | --------------------- | -------- | -------------- | --------------------- | --------------------- | ------------------------ | ----------------------------------------------------------------------- | --------------------------------------------------------------------------- |
|      | Sverker I il Vecchio  |          | ?              | 1130                  | 25 dicembre 1156      | 25 dicembre 1156         | (1) Ulvhild Håkonsdotter (2) Rikissa di Polonia                         | Forse nipote di Erik Årsäll                                                 |
|      | Erik (IX) il Santo    |          | 1120           | 1156                  | 18 maggio 1160        | 18 maggio 1160           | Cristina di Danimarca                                                   | Forse figlio della sorella di Erik Årsäll e marito della nipote di Ingold I |
|      | Magnus II             |          | ?              | 1160                  | 1161                  | Örebro 1161              | Bridget Haraldsdotter                                                   | Nipote di Ingold I                                                          |
|      | Carlo VII             |          | 1130           | 1161                  | 12 aprile 1167        | Visingsö 12 aprile 1167  | Christina Hvide                                                         | Figlio di Sverker I                                                         |
|      | Canuto I              |          | prima del 1150 | 1167                  | 1196                  | 1196                     | Cecilia Johansdotter                                                    | Figlio di Erik IX                                                           |
|      | Sverker II il Giovane |          | prima del 1167 | 1196                  | 31 gennaio 1208       | Gestilren 17 luglio 1210 | (1) Benedicta Ebbesdotter di Hvide (2) Ingegerd Birgersdotter di Bjelbo | Figlio di Carlo VII; Venne deposto                                          |
|      | Erik (X)              |          | 1180           | 31 gennaio 1208       | 10 aprile 1216        | Visingsö 10 aprile 1216  | Richeza di Danimarca                                                    | Figlio di Canuto I                                                          |
|      | Giovanni I il Bambino |          | 1201           | Primavera 1216        | 10 marzo 1222         | Visingsö 10 marzo 1222   | -                                                                       | Figlio di Sverker II                                                        |
|      | Erik XI               |          | 1216           | Estate 1222           | 28 o 29 novembre 1229 | 2 febbraio 1250          | Caterina di Ymseborg                                                    | Figlio di Erik X; Venne deposto                                             |
|      | Canuto II             |          | ?              | 28 o 29 novembre 1229 | 1234                  | 1234                     | Helena Pedersdatter Strange                                             | Nipote di Erik IX                                                           |
|      | Erik XI               |          | 1216           | 1234                  | 2 febbraio 1250       | 2 febbraio 1250          | Caterina di Ymseborg                                                    | Restaurato                                                                  |

## Bjälbo (1250 - 1363)
| Nome                | Ritratto | Nascita       | Regno            | Regno             | Morte                                           | Consorte                  | Note                                                                                          |
| Nome                | Ritratto | Nascita       | Inizio           | Fine              | Morte                                           | Consorte                  | Note                                                                                          |
| ------------------- | -------- | ------------- | ---------------- | ----------------- | ----------------------------------------------- | ------------------------- | --------------------------------------------------------------------------------------------- |
| Valdemaro           |          | 1239          | Primavera 1250   | 22 luglio 1275    | Castello di Nyköping, Nyköping 26 dicembre 1302 | Sofia di Danimarca        | Nipote di Erik XI; Venne deposto                                                              |
| Magnus III          |          | 1240          | 22 luglio 1275   | 18 dicembre 1290  | Visingsö 18 dicembre 1290                       | Helvig di Holstein        | Fratello di Valdemaro I                                                                       |
| Birger              |          | 1280          | 18 dicembre 1290 | marzo-aprile 1318 | Danimarca 31 maggio 1321                        | Marta di Danimarca        | Figlio di Magnus III                                                                          |
| Mats Kettilmundsson |          | ?             | 27 giugno 1318   | 8 luglio 1319     | Åbo Maggio 1326                                 |                           | Non appartenente al Casato di Bjälbo; reggente e sovrano de facto                             |
| Magnus IV           |          | Norvegia 1316 | 8 luglio 1319    | 15 febbraio 1364  | Bømlofjord, Norvegia 1º dicembre 1374           | Bianca di Dampierre       | Nipote di Magnus III; Re di Norvegia dal 1319 al 1355; Venne deposto                          |
| Erik XII            |          | 1339          | 17 ottobre 1356  | 21 giugno 1359    | 21 giugno 1359                                  | Beatrice di Baviera       | Figlio di Magnus IV; co-regnante con il padre                                                 |
| Håkan II            |          | 1340          | 15 febbraio 1362 | 15 febbraio 1364  | Oslo 11 settembre 1380                          | Margherita I di Danimarca | Figlio di Magnus IV; co-regnante con il padre; Re di Norvegia dal 1343 al 1380; Venne deposto |

## Meclemburgo-Schwerin (1363 - 1389)
| Nome    | Ritratto | Nascita    | Regno            | Regno            | Morte                      | Consorte                                                  | Note                               |
| Nome    | Ritratto | Nascita    | Inizio           | Fine             | Morte                      | Consorte                                                  | Note                               |
| ------- | -------- | ---------- | ---------------- | ---------------- | -------------------------- | --------------------------------------------------------- | ---------------------------------- |
| Alberto |          | circa 1338 | 15 febbraio 1364 | 24 febbraio 1389 | Meclemburgo 1º aprile 1412 | (1) Riccarda di Schwerin (2) Agnese di Brunswick-Lüneburg | Cugino di Magnus IV; Venne deposto |

## Monarchi durante l'Unione di Kalmar e Reggenti (Riksföreståndare) (1389 - 1523)

### Munsö-Estridsen (1389-1412)
| Nome       | Ritratto | Nascita    | Regno            | Regno           | Morte           | Consorte              | Note                                                                         |
| Nome       | Ritratto | Nascita    | Inizio           | Fine            | Morte           | Consorte              | Note                                                                         |
| ---------- | -------- | ---------- | ---------------- | --------------- | --------------- | --------------------- | ---------------------------------------------------------------------------- |
| Margherita |          | marzo 1353 | 24 febbraio 1389 | 28 ottobre 1412 | 28 ottobre 1412 | Haakon VI di Norvegia | Fondatrice dell'Unione di Kalmar, Regina di Danimarca e di Norvegia dal 1387 |

### Pomerania (1396-1439)
| Nome      | Ritratto | Nascita | Regno          | Regno             | Morte         | Consorte             | Note                          |
| Nome      | Ritratto | Nascita | Inizio         | Fine              | Morte         | Consorte             | Note                          |
| --------- | -------- | ------- | -------------- | ----------------- | ------------- | -------------------- | ----------------------------- |
| Erik XIII |          | 1381/2  | 23 luglio 1396 | 24 settembre 1439 | 3 maggio 1459 | Filippa di Lancaster | Re di Danimarca e di Norvegia |

- Ottobre 1438 - Autunno 1440: Reggente Karl Knutsson Bonde

### Palatinato-Neumarkt (1441-1448)
| Nome       | Ritratto | Nascita          | Regno        | Regno          | Morte          | Consorte                        | Note                          |
| Nome       | Ritratto | Nascita          | Inizio       | Fine           | Morte          | Consorte                        | Note                          |
| ---------- | -------- | ---------------- | ------------ | -------------- | -------------- | ------------------------------- | ----------------------------- |
| Cristoforo |          | 26 febbraio 1418 | autunno 1441 | 6 gennaio 1448 | 6 gennaio 1448 | Dorotea di Brandeburgo-Kulmbach | Re di Danimarca e di Norvegia |

- Gennaio - 20 giugno 1448: Viceré Bengt Jönsson Oxenstierna e Nils Jönsson Oxenstierna

### Bonde (1448-1457)
| Nome       | Ritratto | Nascita        | Regno          | Regno            | Morte          | Consorte                                                                      | Note                            |
| Nome       | Ritratto | Nascita        | Inizio         | Fine             | Morte          | Consorte                                                                      | Note                            |
| ---------- | -------- | -------------- | -------------- | ---------------- | -------------- | ----------------------------------------------------------------------------- | ------------------------------- |
| Carlo VIII |          | 5 ottobre 1409 | 20 giugno 1448 | 24 febbraio 1457 | 15 maggio 1470 | (1) Birgitta Turesdotter (2) Katarina Karlsdotter (3) Kristina Abrahamsdotter | Re di Norvegia dal 1449 al 1450 |

- Marzo - 23 giugno 1457: Viceré Jöns Bengtsson Oxenstierna e Eric Axelsson Tott

### Oldenburg (1457-1464)
| Nome        | Ritratto | Nascita       | Regno          | Regno          | Morte          | Consorte                        | Note                          |
| Nome        | Ritratto | Nascita       | Inizio         | Fine           | Morte          | Consorte                        | Note                          |
| ----------- | -------- | ------------- | -------------- | -------------- | -------------- | ------------------------------- | ----------------------------- |
| Cristiano I |          | febbraio 1426 | 21 maggio 1457 | 23 giugno 1464 | 23 giugno 1464 | Dorotea di Brandeburgo-Kulmbach | Re di Danimarca e di Norvegia |

### Bonde (1464-1465)
| Nome       | Ritratto | Nascita        | Regno         | Regno           | Morte          | Consorte                                                                      | Note |
| Nome       | Ritratto | Nascita        | Inizio        | Fine            | Morte          | Consorte                                                                      | Note |
| ---------- | -------- | -------------- | ------------- | --------------- | -------------- | ----------------------------------------------------------------------------- | ---- |
| Carlo VIII |          | 5 ottobre 1409 | 9 agosto 1464 | 30 gennaio 1465 | 15 maggio 1470 | (1) Birgitta Turesdotter (2) Katarina Karlsdotter (3) Kristina Abrahamsdotter |      |

- 26 dicembre 1464 - 11 agosto 1465: Viceré Kettil Karlsson Vasa
- 11 agosto 1465 - 18 ottobre 1466: Viceré Jöns Bengtsson Oxenstierna
- 18 ottobre 1466 - 12 novembre 1467: Viceré Eric Axelsson Tott

### Bonde (1467-1470)
| Nome       | Ritratto | Nascita        | Regno            | Regno          | Morte          | Consorte                                                                      | Note |
| Nome       | Ritratto | Nascita        | Inizio           | Fine           | Morte          | Consorte                                                                      | Note |
| ---------- | -------- | -------------- | ---------------- | -------------- | -------------- | ----------------------------------------------------------------------------- | ---- |
| Carlo VIII |          | 5 ottobre 1409 | 12 novembre 1467 | 15 maggio 1470 | 15 maggio 1470 | (1) Birgitta Turesdotter (2) Katarina Karlsdotter (3) Kristina Abrahamsdotter |      |

- 16 maggio 1470 - 6 ottobre 1497: Viceré Sten Sture il Vecchio

### Oldenburg (1497-1501)
| Nome        | Ritratto | Nascita       | Regno          | Regno       | Morte            | Consorte             | Note                                                 |
| Nome        | Ritratto | Nascita       | Inizio         | Fine        | Morte            | Consorte             | Note                                                 |
| ----------- | -------- | ------------- | -------------- | ----------- | ---------------- | -------------------- | ---------------------------------------------------- |
| Giovanni II |          | 5 giugno 1455 | 6 ottobre 1497 | agosto 1501 | 20 febbraio 1513 | Cristina di Sassonia | Figlio di Cristiano I; Re di Danimarca e di Norvegia |

- 12 novembre 1501 - 14 dicembre 1503: Viceré Sten Sture il Vecchio
- 21 gennaio 1504 - 31 dicembre 1511: Viceré Svante Nilsson Sture
- gennaio - 23 luglio 1512: Viceré Erik Trolle
- 23 luglio 1512 - 3 febbraio 1520: Viceré Sten Sture il Giovane

### Oldenburg (1520-1521)
| Nome         | Ritratto | Nascita       | Regno            | Regno          | Morte           | Consorte           | Note                                                 |
| Nome         | Ritratto | Nascita       | Inizio           | Fine           | Morte           | Consorte           | Note                                                 |
| ------------ | -------- | ------------- | ---------------- | -------------- | --------------- | ------------------ | ---------------------------------------------------- |
| Cristiano II |          | 2 luglio 1481 | 1º novembre 1520 | 23 agosto 1521 | 25 gennaio 1559 | Isabella d'Asburgo | Figlio di Giovanni II; Re di Danimarca e di Norvegia |

- agosto 1521 - 6 giugno 1523: Reggente Gustav Eriksson Vasa

Il 6 giugno 1523 il reggente Gustav Eriksson Vasa venne eletto re Gustavo I di Svezia restaurando l'indipendenza della Svezia e decretandone l'uscita dall'unione di Kalmar.

## Vasa (1523 - 1654)
| Nome                  | Ritratto      | Nascita                                            | Regno             | Regno                       | Morte                                          | Consorte                                                                             | Sepoltura                                  | Note                                                                                               |
| Nome                  | Ritratto      | Nascita                                            | Inizio            | Fine                        | Morte                                          | Consorte                                                                             | Sepoltura                                  | Note                                                                                               |
| --------------------- | ------------- | -------------------------------------------------- | ----------------- | --------------------------- | ---------------------------------------------- | ------------------------------------------------------------------------------------ | ------------------------------------------ | -------------------------------------------------------------------------------------------------- |
| Gustavo I             |               | Castello di Rydboholm, Uppland 12 maggio 1496      | 6 giugno 1523     | 29 settembre 1560           | Tre Kronor, Stoccolma 29 settembre 1560        | (1) Caterina di Sassonia-Lauenburg (2) Margherita Leijonhufvud (3) Caterina Stenbock | Cattedrale di Uppsala, Uppsala             | Discendente di Sverker II                                                                          |
| Erik XIV              |               | Tre Kronor, Stoccolma 13 dicembre 1533             | 29 settembre 1560 | 29 settembre 1568 (deposto) | Örbyhus 26 febbraio 1577                       | Karin Månsdotter                                                                     | Cattedrale di Västerås, Västerås           | Figlio di Gustavo I                                                                                |
| Giovanni III          |               | Castello di Stegeborg Söderköping 20 dicembre 1537 | 30 settembre 1568 | 17 novembre 1592            | Tre Kronor, Stoccolma 17 novembre 1592         | (1) Caterina Jagellona (2) Gunilla Bielke                                            | Cattedrale di Uppsala, Uppsala             | Figlio di Gustavo I e fratellastro di Erik XIV                                                     |
| Sigismondo            |               | Castello di Gripsholm, Mariefred 20 giugno 1566    | 17 novembre 1592  | 24 luglio 1599 (deposto)    | Varsavia 30 aprile 1632                        | (1) Anna d'Austria (2) Costanza d'Austria                                            | Cattedrale del Wawel, Cracovia             | Figlio di Giovanni III e Caterina Jagellona; Re di Polonia e Granduca di Lituania dal 1587 al 1632 |
| Duca Carlo (reggente) |               | Tre Kronor, Stoccolma 4 ottobre 1550               | 24 luglio 1599    | 22 marzo 1604               | Castello di Nyköping, Nyköping 30 ottobre 1611 | (1) Anna Maria del Palatinato-Simmern (2) Cristina di Holstein-Gottorp               | Cattedrale di Strängnäs, Strängnäs         | Figlio di Gustavo I e zio di Sigismondo                                                            |
| Carlo IX              | 22 marzo 1604 | Tre Kronor, Stoccolma 4 ottobre 1550               | 30 ottobre 1611   |                             | Castello di Nyköping, Nyköping 30 ottobre 1611 | (1) Anna Maria del Palatinato-Simmern (2) Cristina di Holstein-Gottorp               | Cattedrale di Strängnäs, Strängnäs         | Figlio di Gustavo I e zio di Sigismondo                                                            |
| Gustavo II Adolfo     |               | Tre Kronor, Stoccolma 9 dicembre 1594              | 30 ottobre 1611   | 6 novembre 1632             | Lützen, Elettorato di Sassonia 6 novembre 1632 | Maria Eleonora di Brandeburgo                                                        | Chiesa di Riddarholmen, Stoccolma          | Figlio di Carlo IX                                                                                 |
| Cristina              |               | Stoccolma 18 dicembre 1626                         | 6 novembre 1632   | 6 giugno 1654               | Roma 19 aprile 1689                            | -                                                                                    | Basilica di San Pietro, Città del Vaticano | Figlia di Gustavo II Adolfo                                                                        |

## Palatinato-Zweibrücken-Kleeburg (1654 - 1720)
| Nome            | Ritratto | Nascita                   | Regno            | Regno                          | Morte                         | Consorte                            | Sepoltura                         | Note                                      |
| Nome            | Ritratto | Nascita                   | Inizio           | Fine                           | Morte                         | Consorte                            | Sepoltura                         | Note                                      |
| --------------- | -------- | ------------------------- | ---------------- | ------------------------------ | ----------------------------- | ----------------------------------- | --------------------------------- | ----------------------------------------- |
| Carlo X Gustavo |          | Nyköping 8 novembre 1622  | 6 giugno 1654    | 13 febbraio 1660               | Göteborg 13 febbraio 1660     | Edvige Eleonora di Holstein-Gottorp | Chiesa di Riddarholmen, Stoccolma | Cugino di Cristina                        |
| Carlo XI        |          | Stoccolma 4 dicembre 1655 | 13 febbraio 1660 | 5 aprile 1697                  | Stoccolma 5 aprile 1697       | Ulrica Eleonora di Danimarca        | Chiesa di Riddarholmen, Stoccolma | Figlio di Carlo X                         |
| Carlo XII       |          | Stoccolma 17 giugno 1682  | 5 aprile 1697    | 30 novembre 1718               | Fredrikshald 30 novembre 1718 | -                                   | Chiesa di Riddarholmen, Stoccolma | Figlio di Carlo XI                        |
| Ulrica Eleonora |          | Stoccolma 23 gennaio 1688 | 5 dicembre 1718  | 29 febbraio 1720 (abdicazione) | Stoccolma 24 novembre 1741    | Federico I d'Assia-Kassel           | Chiesa di Riddarholmen, Stoccolma | Figlia di Carlo XI e sorella di Carlo XII |

## Assia-Kassel (1720 - 1751)
| Nome       | Ritratto | Nascita               | Regno         | Regno         | Morte                             | Consorte                                                   | Sepoltura                         | Note                                                         |
| Nome       | Ritratto | Nascita               | Inizio        | Fine          | Morte                             | Consorte                                                   | Sepoltura                         | Note                                                         |
| ---------- | -------- | --------------------- | ------------- | ------------- | --------------------------------- | ---------------------------------------------------------- | --------------------------------- | ------------------------------------------------------------ |
| Federico I |          | Kassel 17 aprile 1676 | 24 marzo 1720 | 25 marzo 1751 | Stoccolma 25 marzo 1751 (74 anni) | (1) Luisa Dorotea di Prussia (2) Ulrica Eleonora di Svezia | Chiesa di Riddarholmen, Stoccolma | Marito di Ulrica Eleonora; Langravio d'Assia-Kassel dal 1730 |

## Holstein-Gottorp (1751 - 1818)
| Nome              | Ritratto | Nascita                            | Regno            | Regno                       | Morte                      | Consorte                                | Sepoltura                         | Note                                                                                 |
| Nome              | Ritratto | Nascita                            | Inizio           | Fine                        | Morte                      | Consorte                                | Sepoltura                         | Note                                                                                 |
| ----------------- | -------- | ---------------------------------- | ---------------- | --------------------------- | -------------------------- | --------------------------------------- | --------------------------------- | ------------------------------------------------------------------------------------ |
| Adolfo Federico   |          | Castello di Gottorf 14 maggio 1710 | 25 marzo 1751    | 12 febbraio 1771            | Stoccolma 12 febbraio 1771 | Luisa Ulrica di Prussia                 | Chiesa di Riddarholmen, Stoccolma | Discendente di Carlo IX                                                              |
| Gustavo III       |          | Stoccolma 24 gennaio 1746          | 12 febbraio 1771 | 29 marzo 1792               | Stoccolma 29 marzo 1792    | Sofia Maddalena di Danimarca            | Chiesa di Riddarholmen, Stoccolma | Figlio di Adolfo Federico                                                            |
| Gustavo IV Adolfo |          | Stoccolma 1º novembre 1778         | 29 marzo 1792    | 29 marzo 1809 (abdicazione) | San Gallo 7 febbraio 1837  | Federica di Baden                       | Chiesa di Riddarholmen, Stoccolma | Figlio di Gustavo III                                                                |
| Carlo XIII        |          | Stoccolma 7 ottobre 1748           | 6 giugno 1809    | 5 febbraio 1818             | Stoccolma 5 febbraio 1818  | Elisabetta Carlotta di Holstein-Gottorp | Chiesa di Riddarholmen, Stoccolma | Figlio di Adolfo Federico e zio di Gustavo IV; Re di Norvegia come Carlo II dal 1814 |

## Bernadotte (1818 - attuale)
| Nome               | Ritratto | Nascita                       | Regno             | Regno             | Morte                         | Consorte                                  | Sepoltura                         | Note                                                                  |
| Nome               | Ritratto | Nascita                       | Inizio            | Fine              | Morte                         | Consorte                                  | Sepoltura                         | Note                                                                  |
| ------------------ | -------- | ----------------------------- | ----------------- | ----------------- | ----------------------------- | ----------------------------------------- | --------------------------------- | --------------------------------------------------------------------- |
| Carlo XIV Giovanni |          | Pau, Francia 26 gennaio 1763  | 5 febbraio 1818   | 8 marzo 1844      | Stoccolma 8 marzo 1844        | Désirée Clary                             | Chiesa di Riddarholmen, Stoccolma | Figlio adottivo di Carlo XIII; Re di Norvegia come Carlo III Giovanni |
| Oscar I            |          | Parigi, Francia 4 luglio 1799 | 8 marzo 1844      | 8 luglio 1859     | Stoccolma 8 luglio 1859       | Giuseppina di Leuchtenberg                | Chiesa di Riddarholmen, Stoccolma | Figlio di Carlo XIV; Re di Norvegia                                   |
| Carlo XV           |          | Stoccolma 3 maggio 1826       | 8 luglio 1859     | 18 settembre 1872 | Malmö 18 settembre 1872       | Luisa dei Paesi Bassi                     | Chiesa di Riddarholmen, Stoccolma | Figlio di Oscar I; Re di Norvegia come Carlo IV                       |
| Oscar II           |          | Stoccolma 21 gennaio 1829     | 18 settembre 1872 | 8 dicembre 1907   | Stoccolma 8 dicembre 1907     | Sofia di Nassau                           | Chiesa di Riddarholmen, Stoccolma | Figlio di Oscar I e fratello di Carlo XV; Re di Norvegia fino al 1905 |
| Gustavo V          |          | Stoccolma 16 giugno 1858      | 8 dicembre 1907   | 29 ottobre 1950   | Stoccolma 29 ottobre 1950     | Vittoria di Baden                         | Chiesa di Riddarholmen, Stoccolma | Figlio di Oscar II                                                    |
| Gustavo VI Adolfo  |          | Stoccolma 11 novembre 1882    | 29 ottobre 1950   | 15 settembre 1973 | Helsingborg 15 settembre 1973 | Margherita di Connaught Luisa Mountbatten | Cimitero Reale, Solna             | Figlio di Gustavo V                                                   |
| Carlo XVI Gustavo  |          | Solna 30 aprile 1946          | 15 settembre 1973 | in carica         |                               | Silvia Sommerlath                         |                                   | Nipote di Gustavo VI                                                  |

## Linea di successione dei sovrani di Svezia

### Dall’XI secolo all’Unione di Kalmar
|                              |                              |                              |                              |                              |                              |                                                    |                                                    |                                                    |                                                    |                                                    |                                                    | BLOT-SVEN †1087                                         |                                                         |                                                         |                                                         |                                                         |                                                         |                           |                           |                           |                           |                           |                           |  |  |  |  |  |  |  |  |  |  |  |  |  |  |  |  |  |  |  |  |  |  |  |  |
|                              |                              |                              |                              |                              |                              |                                                    |                                                    |                                                    |                                                    |                                                    |                                                    |                                                         |                                                         |                                                         |                                                         |                                                         |                                                         |                           |                           |                           |                           |                           |                           |  |  |  |  |  |  |  |  |  |  |  |  |  |  |  |  |  |  |  |  |  |  |  |  |
|                              |                              |                              |                              |                              |                              |                                                    |                                                    |                                                    |                                                    |                                                    |                                                    |                                                         |                                                         |                                                         |                                                         |                                                         |                                                         |                           |                           |                           |                           |                           |                           |  |  |  |  |  |  |  |  |  |  |  |  |  |  |  |  |  |  |  |  |  |  |  |  |
|                              |                              |                              |                              |                              |                              | Kol/Kor?                                           | Kol/Kor?                                           | Kol/Kor?                                           | Kol/Kor?                                           | Kol/Kor?                                           | Kol/Kor?                                           | Cecilia Jedvard                                         | Cecilia Jedvard                                         | Cecilia Jedvard                                         | Cecilia Jedvard                                         | Cecilia Jedvard                                         | Cecilia Jedvard                                         | ERIK ÅRSÄLL †1088         | ERIK ÅRSÄLL †1088         | ERIK ÅRSÄLL †1088         | ERIK ÅRSÄLL †1088         | ERIK ÅRSÄLL †1088         | ERIK ÅRSÄLL †1088         |  |  |  |  |  |  |  |  |  |  |  |  |  |  |  |  |  |  |  |  |  |  |  |  |
|                              |                              |                              |                              |                              |                              | Kol/Kor?                                           | Kol/Kor?                                           | Kol/Kor?                                           | Kol/Kor?                                           | Kol/Kor?                                           | Kol/Kor?                                           | Cecilia Jedvard                                         | Cecilia Jedvard                                         | Cecilia Jedvard                                         | Cecilia Jedvard                                         | Cecilia Jedvard                                         | Cecilia Jedvard                                         | ERIK ÅRSÄLL †1088         | ERIK ÅRSÄLL †1088         | ERIK ÅRSÄLL †1088         | ERIK ÅRSÄLL †1088         | ERIK ÅRSÄLL †1088         | ERIK ÅRSÄLL †1088         |  |  |  |  |  |  |  |  |  |  |  |  |  |  |  |  |  |  |  |  |  |  |  |  |
|                              |                              |                              |                              |                              |                              | SVERKER I †1156                                    | SVERKER I †1156                                    | SVERKER I †1156                                    | SVERKER I †1156                                    | SVERKER I †1156                                    | SVERKER I †1156                                    | ERIK IX *1120 †1160                                     | ERIK IX *1120 †1160                                     | ERIK IX *1120 †1160                                     | ERIK IX *1120 †1160                                     | ERIK IX *1120 †1160                                     | ERIK IX *1120 †1160                                     |                           |                           |                           |                           |                           |                           |  |  |  |  |  |  |  |  |  |  |  |  |  |  |  |  |  |  |  |  |  |  |  |  |
|                              |                              |                              |                              |                              |                              | SVERKER I †1156                                    | SVERKER I †1156                                    | SVERKER I †1156                                    | SVERKER I †1156                                    | SVERKER I †1156                                    | SVERKER I †1156                                    | ERIK IX *1120 †1160                                     | ERIK IX *1120 †1160                                     | ERIK IX *1120 †1160                                     | ERIK IX *1120 †1160                                     | ERIK IX *1120 †1160                                     | ERIK IX *1120 †1160                                     |                           |                           |                           |                           |                           |                           |  |  |  |  |  |  |  |  |  |  |  |  |  |  |  |  |  |  |  |  |  |  |  |  |
|                              |                              |                              |                              |                              |                              |                                                    |                                                    |                                                    |                                                    |                                                    |                                                    |                                                         |                                                         |                                                         |                                                         |                                                         |                                                         |                           |                           |                           |                           |                           |                           |  |  |  |  |  |  |  |  |  |  |  |  |  |  |  |  |  |  |  |  |  |  |  |  |
| CARLO VII (I) *1130 †1167    | CARLO VII (I) *1130 †1167    | CARLO VII (I) *1130 †1167    | CARLO VII (I) *1130 †1167    | CARLO VII (I) *1130 †1167    | CARLO VII (I) *1130 †1167    | Sune Sik?                                          | Sune Sik?                                          | Sune Sik?                                          | Sune Sik?                                          | Sune Sik?                                          | Sune Sik?                                          | CANUTO I *circa 1150 †1197                              | CANUTO I *circa 1150 †1197                              | CANUTO I *circa 1150 †1197                              | CANUTO I *circa 1150 †1197                              | CANUTO I *circa 1150 †1197                              | CANUTO I *circa 1150 †1197                              | Filippo Eriksson          | Filippo Eriksson          | Filippo Eriksson          | Filippo Eriksson          | Filippo Eriksson          | Filippo Eriksson          |  |  |  |  |  |  |  |  |  |  |  |  |  |  |  |  |  |  |  |  |  |  |  |  |
| CARLO VII (I) *1130 †1167    | CARLO VII (I) *1130 †1167    | CARLO VII (I) *1130 †1167    | CARLO VII (I) *1130 †1167    | CARLO VII (I) *1130 †1167    | CARLO VII (I) *1130 †1167    | Sune Sik?                                          | Sune Sik?                                          | Sune Sik?                                          | Sune Sik?                                          | Sune Sik?                                          | Sune Sik?                                          | CANUTO I *circa 1150 †1197                              | CANUTO I *circa 1150 †1197                              | CANUTO I *circa 1150 †1197                              | CANUTO I *circa 1150 †1197                              | CANUTO I *circa 1150 †1197                              | CANUTO I *circa 1150 †1197                              | Filippo Eriksson          | Filippo Eriksson          | Filippo Eriksson          | Filippo Eriksson          | Filippo Eriksson          | Filippo Eriksson          |  |  |  |  |  |  |  |  |  |  |  |  |  |  |  |  |  |  |  |  |  |  |  |  |
| SVERKER II *circa 1167 †1210 | SVERKER II *circa 1167 †1210 | SVERKER II *circa 1167 †1210 | SVERKER II *circa 1167 †1210 | SVERKER II *circa 1167 †1210 | SVERKER II *circa 1167 †1210 | Ingrid Yiva Magnus Minnesköld Folkung              | Ingrid Yiva Magnus Minnesköld Folkung              | Ingrid Yiva Magnus Minnesköld Folkung              | Ingrid Yiva Magnus Minnesköld Folkung              | Ingrid Yiva Magnus Minnesköld Folkung              | Ingrid Yiva Magnus Minnesköld Folkung              | ERIK X *1180 †1216                                      | ERIK X *1180 †1216                                      | ERIK X *1180 †1216                                      | ERIK X *1180 †1216                                      | ERIK X *1180 †1216                                      | ERIK X *1180 †1216                                      | CANUTO II †1234           | CANUTO II †1234           | CANUTO II †1234           | CANUTO II †1234           | CANUTO II †1234           | CANUTO II †1234           |  |  |  |  |  |  |  |  |  |  |  |  |  |  |  |  |  |  |  |  |  |  |  |  |
| SVERKER II *circa 1167 †1210 | SVERKER II *circa 1167 †1210 | SVERKER II *circa 1167 †1210 | SVERKER II *circa 1167 †1210 | SVERKER II *circa 1167 †1210 | SVERKER II *circa 1167 †1210 | Ingrid Yiva Magnus Minnesköld Folkung              | Ingrid Yiva Magnus Minnesköld Folkung              | Ingrid Yiva Magnus Minnesköld Folkung              | Ingrid Yiva Magnus Minnesköld Folkung              | Ingrid Yiva Magnus Minnesköld Folkung              | Ingrid Yiva Magnus Minnesköld Folkung              | ERIK X *1180 †1216                                      | ERIK X *1180 †1216                                      | ERIK X *1180 †1216                                      | ERIK X *1180 †1216                                      | ERIK X *1180 †1216                                      | ERIK X *1180 †1216                                      | CANUTO II †1234           | CANUTO II †1234           | CANUTO II †1234           | CANUTO II †1234           | CANUTO II †1234           | CANUTO II †1234           |  |  |  |  |  |  |  |  |  |  |  |  |  |  |  |  |  |  |  |  |  |  |  |  |
|                              |                              |                              |                              |                              |                              |                                                    |                                                    |                                                    |                                                    |                                                    |                                                    |                                                         |                                                         |                                                         |                                                         |                                                         |                                                         |                           |                           |                           |                           |                           |                           |  |  |  |  |  |  |  |  |  |  |  |  |  |  |  |  |  |  |  |  |  |  |  |  |
| GIOVANNI I *1201 †1222       | GIOVANNI I *1201 †1222       | GIOVANNI I *1201 †1222       | GIOVANNI I *1201 †1222       | GIOVANNI I *1201 †1222       | GIOVANNI I *1201 †1222       | Birger *1210 †1266                                 | Birger *1210 †1266                                 | Birger *1210 †1266                                 | Birger *1210 †1266                                 | Birger *1210 †1266                                 | Birger *1210 †1266                                 | Ingeborg                                                | Ingeborg                                                | Ingeborg                                                | Ingeborg                                                | Ingeborg                                                | Ingeborg                                                | ERIK XI *1216 †1250       | ERIK XI *1216 †1250       | ERIK XI *1216 †1250       | ERIK XI *1216 †1250       | ERIK XI *1216 †1250       | ERIK XI *1216 †1250       |  |  |  |  |  |  |  |  |  |  |  |  |  |  |  |  |  |  |  |  |  |  |  |  |
| GIOVANNI I *1201 †1222       | GIOVANNI I *1201 †1222       | GIOVANNI I *1201 †1222       | GIOVANNI I *1201 †1222       | GIOVANNI I *1201 †1222       | GIOVANNI I *1201 †1222       | Birger *1210 †1266                                 | Birger *1210 †1266                                 | Birger *1210 †1266                                 | Birger *1210 †1266                                 | Birger *1210 †1266                                 | Birger *1210 †1266                                 | Ingeborg                                                | Ingeborg                                                | Ingeborg                                                | Ingeborg                                                | Ingeborg                                                | Ingeborg                                                | ERIK XI *1216 †1250       | ERIK XI *1216 †1250       | ERIK XI *1216 †1250       | ERIK XI *1216 †1250       | ERIK XI *1216 †1250       | ERIK XI *1216 †1250       |  |  |  |  |  |  |  |  |  |  |  |  |  |  |  |  |  |  |  |  |  |  |  |  |
|                              |                              |                              |                              |                              |                              |                                                    |                                                    |                                                    |                                                    |                                                    |                                                    |                                                         |                                                         |                                                         |                                                         |                                                         |                                                         |                           |                           |                           |                           |                           |                           |  |  |  |  |  |  |  |  |  |  |  |  |  |  |  |  |  |  |  |  |  |  |  |  |
|                              |                              |                              |                              |                              |                              | VALDEMARO *1239 †1302                              | VALDEMARO *1239 †1302                              | VALDEMARO *1239 †1302                              | VALDEMARO *1239 †1302                              | VALDEMARO *1239 †1302                              | VALDEMARO *1239 †1302                              | MAGNUS III *1240 †1290                                  | MAGNUS III *1240 †1290                                  | MAGNUS III *1240 †1290                                  | MAGNUS III *1240 †1290                                  | MAGNUS III *1240 †1290                                  | MAGNUS III *1240 †1290                                  |                           |                           |                           |                           |                           |                           |  |  |  |  |  |  |  |  |  |  |  |  |  |  |  |  |  |  |  |  |  |  |  |  |
|                              |                              |                              |                              |                              |                              | VALDEMARO *1239 †1302                              | VALDEMARO *1239 †1302                              | VALDEMARO *1239 †1302                              | VALDEMARO *1239 †1302                              | VALDEMARO *1239 †1302                              | VALDEMARO *1239 †1302                              | MAGNUS III *1240 †1290                                  | MAGNUS III *1240 †1290                                  | MAGNUS III *1240 †1290                                  | MAGNUS III *1240 †1290                                  | MAGNUS III *1240 †1290                                  | MAGNUS III *1240 †1290                                  |                           |                           |                           |                           |                           |                           |  |  |  |  |  |  |  |  |  |  |  |  |  |  |  |  |  |  |  |  |  |  |  |  |
|                              |                              |                              |                              |                              |                              |                                                    |                                                    |                                                    |                                                    |                                                    |                                                    |                                                         |                                                         |                                                         |                                                         |                                                         |                                                         |                           |                           |                           |                           |                           |                           |  |  |  |  |  |  |  |  |  |  |  |  |  |  |  |  |  |  |  |  |  |  |  |  |
|                              |                              |                              |                              |                              |                              | BIRGER *1280 †1321                                 | BIRGER *1280 †1321                                 | BIRGER *1280 †1321                                 | BIRGER *1280 †1321                                 | BIRGER *1280 †1321                                 | BIRGER *1280 †1321                                 | Erik *1282 †1318                                        | Erik *1282 †1318                                        | Erik *1282 †1318                                        | Erik *1282 †1318                                        | Erik *1282 †1318                                        | Erik *1282 †1318                                        |                           |                           |                           |                           |                           |                           |  |  |  |  |  |  |  |  |  |  |  |  |  |  |  |  |  |  |  |  |  |  |  |  |
|                              |                              |                              |                              |                              |                              | BIRGER *1280 †1321                                 | BIRGER *1280 †1321                                 | BIRGER *1280 †1321                                 | BIRGER *1280 †1321                                 | BIRGER *1280 †1321                                 | BIRGER *1280 †1321                                 | Erik *1282 †1318                                        | Erik *1282 †1318                                        | Erik *1282 †1318                                        | Erik *1282 †1318                                        | Erik *1282 †1318                                        | Erik *1282 †1318                                        |                           |                           |                           |                           |                           |                           |  |  |  |  |  |  |  |  |  |  |  |  |  |  |  |  |  |  |  |  |  |  |  |  |
|                              |                              |                              |                              |                              |                              |                                                    |                                                    |                                                    |                                                    |                                                    |                                                    |                                                         |                                                         |                                                         |                                                         |                                                         |                                                         |                           |                           |                           |                           |                           |                           |  |  |  |  |  |  |  |  |  |  |  |  |  |  |  |  |  |  |  |  |  |  |  |  |
|                              |                              |                              |                              |                              |                              | MAGNUS IV-VII *1316 †1374                          | MAGNUS IV-VII *1316 †1374                          | MAGNUS IV-VII *1316 †1374                          | MAGNUS IV-VII *1316 †1374                          | MAGNUS IV-VII *1316 †1374                          | MAGNUS IV-VII *1316 †1374                          | Eufemia di Svezia Alberto II di Meclemburgo *1318 †1379 | Eufemia di Svezia Alberto II di Meclemburgo *1318 †1379 | Eufemia di Svezia Alberto II di Meclemburgo *1318 †1379 | Eufemia di Svezia Alberto II di Meclemburgo *1318 †1379 | Eufemia di Svezia Alberto II di Meclemburgo *1318 †1379 | Eufemia di Svezia Alberto II di Meclemburgo *1318 †1379 |                           |                           |                           |                           |                           |                           |  |  |  |  |  |  |  |  |  |  |  |  |  |  |  |  |  |  |  |  |  |  |  |  |
|                              |                              |                              |                              |                              |                              | MAGNUS IV-VII *1316 †1374                          | MAGNUS IV-VII *1316 †1374                          | MAGNUS IV-VII *1316 †1374                          | MAGNUS IV-VII *1316 †1374                          | MAGNUS IV-VII *1316 †1374                          | MAGNUS IV-VII *1316 †1374                          | Eufemia di Svezia Alberto II di Meclemburgo *1318 †1379 | Eufemia di Svezia Alberto II di Meclemburgo *1318 †1379 | Eufemia di Svezia Alberto II di Meclemburgo *1318 †1379 | Eufemia di Svezia Alberto II di Meclemburgo *1318 †1379 | Eufemia di Svezia Alberto II di Meclemburgo *1318 †1379 | Eufemia di Svezia Alberto II di Meclemburgo *1318 †1379 |                           |                           |                           |                           |                           |                           |  |  |  |  |  |  |  |  |  |  |  |  |  |  |  |  |  |  |  |  |  |  |  |  |
|                              |                              |                              |                              |                              |                              |                                                    |                                                    |                                                    |                                                    |                                                    |                                                    |                                                         |                                                         |                                                         |                                                         |                                                         |                                                         |                           |                           |                           |                           |                           |                           |  |  |  |  |  |  |  |  |  |  |  |  |  |  |  |  |  |  |  |  |  |  |  |  |
| ERIK XII *1339 †1359         | ERIK XII *1339 †1359         | ERIK XII *1339 †1359         | ERIK XII *1339 †1359         | ERIK XII *1339 †1359         | ERIK XII *1339 †1359         | HAAKON I-VI *1340 †1380 MARGHERITA (I) *1353 †1412 | HAAKON I-VI *1340 †1380 MARGHERITA (I) *1353 †1412 | HAAKON I-VI *1340 †1380 MARGHERITA (I) *1353 †1412 | HAAKON I-VI *1340 †1380 MARGHERITA (I) *1353 †1412 | HAAKON I-VI *1340 †1380 MARGHERITA (I) *1353 †1412 | HAAKON I-VI *1340 †1380 MARGHERITA (I) *1353 †1412 | Enrico III *1337 †1383                                  | Enrico III *1337 †1383                                  | Enrico III *1337 †1383                                  | Enrico III *1337 †1383                                  | Enrico III *1337 †1383                                  | Enrico III *1337 †1383                                  | ALBERTO *circa 1338 †1412 | ALBERTO *circa 1338 †1412 | ALBERTO *circa 1338 †1412 | ALBERTO *circa 1338 †1412 | ALBERTO *circa 1338 †1412 | ALBERTO *circa 1338 †1412 |  |  |  |  |  |  |  |  |  |  |  |  |  |  |  |  |  |  |  |  |  |  |  |  |
| ERIK XII *1339 †1359         | ERIK XII *1339 †1359         | ERIK XII *1339 †1359         | ERIK XII *1339 †1359         | ERIK XII *1339 †1359         | ERIK XII *1339 †1359         | HAAKON I-VI *1340 †1380 MARGHERITA (I) *1353 †1412 | HAAKON I-VI *1340 †1380 MARGHERITA (I) *1353 †1412 | HAAKON I-VI *1340 †1380 MARGHERITA (I) *1353 †1412 | HAAKON I-VI *1340 †1380 MARGHERITA (I) *1353 †1412 | HAAKON I-VI *1340 †1380 MARGHERITA (I) *1353 †1412 | HAAKON I-VI *1340 †1380 MARGHERITA (I) *1353 †1412 | Enrico III *1337 †1383                                  | Enrico III *1337 †1383                                  | Enrico III *1337 †1383                                  | Enrico III *1337 †1383                                  | Enrico III *1337 †1383                                  | Enrico III *1337 †1383                                  | ALBERTO *circa 1338 †1412 | ALBERTO *circa 1338 †1412 | ALBERTO *circa 1338 †1412 | ALBERTO *circa 1338 †1412 | ALBERTO *circa 1338 †1412 | ALBERTO *circa 1338 †1412 |  |  |  |  |  |  |  |  |  |  |  |  |  |  |  |  |  |  |  |  |  |  |  |  |
|                              |                              |                              |                              |                              |                              |                                                    |                                                    |                                                    |                                                    |                                                    |                                                    | Maria Vratislao di Pomerania                            |                                                         |                                                         |                                                         |                                                         |                                                         |                           |                           |                           |                           |                           |                           |  |  |  |  |  |  |  |  |  |  |  |  |  |  |  |  |  |  |  |  |  |  |  |  |
|                              |                              |                              |                              |                              |                              |                                                    |                                                    |                                                    |                                                    |                                                    |                                                    |                                                         |                                                         |                                                         |                                                         |                                                         |                                                         |                           |                           |                           |                           |                           |                           |  |  |  |  |  |  |  |  |  |  |  |  |  |  |  |  |  |  |  |  |  |  |  |  |
|                              |                              |                              |                              |                              |                              |                                                    |                                                    |                                                    |                                                    |                                                    |                                                    |                                                         |                                                         |                                                         |                                                         |                                                         |                                                         |                           |                           |                           |                           |                           |                           |  |  |  |  |  |  |  |  |  |  |  |  |  |  |  |  |  |  |  |  |  |  |  |  |
|                              |                              |                              |                              |                              |                              | ERIK XIII-VII-III *1381/2 †1439                    | ERIK XIII-VII-III *1381/2 †1439                    | ERIK XIII-VII-III *1381/2 †1439                    | ERIK XIII-VII-III *1381/2 †1439                    | ERIK XIII-VII-III *1381/2 †1439                    | ERIK XIII-VII-III *1381/2 †1439                    | Caterina Giovanni del Palatinato-Neumarkt               | Caterina Giovanni del Palatinato-Neumarkt               | Caterina Giovanni del Palatinato-Neumarkt               | Caterina Giovanni del Palatinato-Neumarkt               | Caterina Giovanni del Palatinato-Neumarkt               | Caterina Giovanni del Palatinato-Neumarkt               |                           |                           |                           |                           |                           |                           |  |  |  |  |  |  |  |  |  |  |  |  |  |  |  |  |  |  |  |  |  |  |  |  |
|                              |                              |                              |                              |                              |                              | ERIK XIII-VII-III *1381/2 †1439                    | ERIK XIII-VII-III *1381/2 †1439                    | ERIK XIII-VII-III *1381/2 †1439                    | ERIK XIII-VII-III *1381/2 †1439                    | ERIK XIII-VII-III *1381/2 †1439                    | ERIK XIII-VII-III *1381/2 †1439                    | Caterina Giovanni del Palatinato-Neumarkt               | Caterina Giovanni del Palatinato-Neumarkt               | Caterina Giovanni del Palatinato-Neumarkt               | Caterina Giovanni del Palatinato-Neumarkt               | Caterina Giovanni del Palatinato-Neumarkt               | Caterina Giovanni del Palatinato-Neumarkt               |                           |                           |                           |                           |                           |                           |  |  |  |  |  |  |  |  |  |  |  |  |  |  |  |  |  |  |  |  |  |  |  |  |
|                              |                              |                              |                              |                              |                              |                                                    |                                                    |                                                    |                                                    |                                                    |                                                    | CRISTOFORO I-III *1418 †1448                            |                                                         |                                                         |                                                         |                                                         |                                                         |                           |                           |                           |                           |                           |                           |  |  |  |  |  |  |  |  |  |  |  |  |  |  |  |  |  |  |  |  |  |  |  |  |

### Da Gustavo I Vasa a oggi
|                                                   |                                                   |                                                   |                                                   |                                                   |                                                   |                              |                              |                              |                              |                              |                              | GUSTAVO I *1496 †1560                                               |                                                                     |                                                                     |                                                                     |                                                                     |                                                                     |                       |                       |                       |                       |                       |                       |                                                                  |                                                                  |                                                                  |                                                                  |                                                                  |                                                                  |  |  |  |  |  |  |  |  |  |  |  |  |  |  |  |  |  |  |
|                                                   |                                                   |                                                   |                                                   |                                                   |                                                   |                              |                              |                              |                              |                              |                              |                                                                     |                                                                     |                                                                     |                                                                     |                                                                     |                                                                     |                       |                       |                       |                       |                       |                       |                                                                  |                                                                  |                                                                  |                                                                  |                                                                  |                                                                  |  |  |  |  |  |  |  |  |  |  |  |  |  |  |  |  |  |  |
|                                                   |                                                   |                                                   |                                                   |                                                   |                                                   |                              |                              |                              |                              |                              |                              |                                                                     |                                                                     |                                                                     |                                                                     |                                                                     |                                                                     |                       |                       |                       |                       |                       |                       |                                                                  |                                                                  |                                                                  |                                                                  |                                                                  |                                                                  |  |  |  |  |  |  |  |  |  |  |  |  |  |  |  |  |  |  |
| ERIK XIV *1533 †1577                              | ERIK XIV *1533 †1577                              | ERIK XIV *1533 †1577                              | ERIK XIV *1533 †1577                              | ERIK XIV *1533 †1577                              | ERIK XIV *1533 †1577                              | GIOVANNI III *1537 †1592     | GIOVANNI III *1537 †1592     | GIOVANNI III *1537 †1592     | GIOVANNI III *1537 †1592     | GIOVANNI III *1537 †1592     | GIOVANNI III *1537 †1592     | CARLO IX *1550 †1611                                                | CARLO IX *1550 †1611                                                | CARLO IX *1550 †1611                                                | CARLO IX *1550 †1611                                                | CARLO IX *1550 †1611                                                | CARLO IX *1550 †1611                                                |                       |                       |                       |                       |                       |                       |                                                                  |                                                                  |                                                                  |                                                                  |                                                                  |                                                                  |  |  |  |  |  |  |  |  |  |  |  |  |  |  |  |  |  |  |
| ERIK XIV *1533 †1577                              | ERIK XIV *1533 †1577                              | ERIK XIV *1533 †1577                              | ERIK XIV *1533 †1577                              | ERIK XIV *1533 †1577                              | ERIK XIV *1533 †1577                              | GIOVANNI III *1537 †1592     | GIOVANNI III *1537 †1592     | GIOVANNI III *1537 †1592     | GIOVANNI III *1537 †1592     | GIOVANNI III *1537 †1592     | GIOVANNI III *1537 †1592     | CARLO IX *1550 †1611                                                | CARLO IX *1550 †1611                                                | CARLO IX *1550 †1611                                                | CARLO IX *1550 †1611                                                | CARLO IX *1550 †1611                                                | CARLO IX *1550 †1611                                                |                       |                       |                       |                       |                       |                       |                                                                  |                                                                  |                                                                  |                                                                  |                                                                  |                                                                  |  |  |  |  |  |  |  |  |  |  |  |  |  |  |  |  |  |  |
|                                                   |                                                   |                                                   |                                                   |                                                   |                                                   |                              |                              |                              |                              |                              |                              |                                                                     |                                                                     |                                                                     |                                                                     |                                                                     |                                                                     |                       |                       |                       |                       |                       |                       |                                                                  |                                                                  |                                                                  |                                                                  |                                                                  |                                                                  |  |  |  |  |  |  |  |  |  |  |  |  |  |  |  |  |  |  |
|                                                   |                                                   |                                                   |                                                   |                                                   |                                                   | SIGISMONDO (III) *1566 †1632 | SIGISMONDO (III) *1566 †1632 | SIGISMONDO (III) *1566 †1632 | SIGISMONDO (III) *1566 †1632 | SIGISMONDO (III) *1566 †1632 | SIGISMONDO (III) *1566 †1632 | Caterina *1584 †1638 Giovanni del Palatinato- -Zweibrücken-Kleeburg | Caterina *1584 †1638 Giovanni del Palatinato- -Zweibrücken-Kleeburg | Caterina *1584 †1638 Giovanni del Palatinato- -Zweibrücken-Kleeburg | Caterina *1584 †1638 Giovanni del Palatinato- -Zweibrücken-Kleeburg | Caterina *1584 †1638 Giovanni del Palatinato- -Zweibrücken-Kleeburg | Caterina *1584 †1638 Giovanni del Palatinato- -Zweibrücken-Kleeburg |                       |                       |                       |                       |                       |                       | GUSTAVO II ADOLFO *1594 †1632                                    | GUSTAVO II ADOLFO *1594 †1632                                    | GUSTAVO II ADOLFO *1594 †1632                                    | GUSTAVO II ADOLFO *1594 †1632                                    | GUSTAVO II ADOLFO *1594 †1632                                    | GUSTAVO II ADOLFO *1594 †1632                                    |  |  |  |  |  |  |  |  |  |  |  |  |  |  |  |  |  |  |
|                                                   |                                                   |                                                   |                                                   |                                                   |                                                   | SIGISMONDO (III) *1566 †1632 | SIGISMONDO (III) *1566 †1632 | SIGISMONDO (III) *1566 †1632 | SIGISMONDO (III) *1566 †1632 | SIGISMONDO (III) *1566 †1632 | SIGISMONDO (III) *1566 †1632 | Caterina *1584 †1638 Giovanni del Palatinato- -Zweibrücken-Kleeburg | Caterina *1584 †1638 Giovanni del Palatinato- -Zweibrücken-Kleeburg | Caterina *1584 †1638 Giovanni del Palatinato- -Zweibrücken-Kleeburg | Caterina *1584 †1638 Giovanni del Palatinato- -Zweibrücken-Kleeburg | Caterina *1584 †1638 Giovanni del Palatinato- -Zweibrücken-Kleeburg | Caterina *1584 †1638 Giovanni del Palatinato- -Zweibrücken-Kleeburg |                       |                       |                       |                       |                       |                       | GUSTAVO II ADOLFO *1594 †1632                                    | GUSTAVO II ADOLFO *1594 †1632                                    | GUSTAVO II ADOLFO *1594 †1632                                    | GUSTAVO II ADOLFO *1594 †1632                                    | GUSTAVO II ADOLFO *1594 †1632                                    | GUSTAVO II ADOLFO *1594 †1632                                    |  |  |  |  |  |  |  |  |  |  |  |  |  |  |  |  |  |  |
|                                                   |                                                   |                                                   |                                                   |                                                   |                                                   |                              |                              |                              |                              |                              |                              |                                                                     |                                                                     |                                                                     |                                                                     |                                                                     |                                                                     |                       |                       |                       |                       |                       |                       |                                                                  |                                                                  |                                                                  |                                                                  |                                                                  |                                                                  |  |  |  |  |  |  |  |  |  |  |  |  |  |  |  |  |  |  |
|                                                   |                                                   |                                                   |                                                   |                                                   |                                                   |                              |                              |                              |                              |                              |                              | Cristina Maddalena *1616 †1662 Federico VI di Baden-Durlach         | Cristina Maddalena *1616 †1662 Federico VI di Baden-Durlach         | Cristina Maddalena *1616 †1662 Federico VI di Baden-Durlach         | Cristina Maddalena *1616 †1662 Federico VI di Baden-Durlach         | Cristina Maddalena *1616 †1662 Federico VI di Baden-Durlach         | Cristina Maddalena *1616 †1662 Federico VI di Baden-Durlach         | CARLO X *1622 †1660   | CARLO X *1622 †1660   | CARLO X *1622 †1660   | CARLO X *1622 †1660   | CARLO X *1622 †1660   | CARLO X *1622 †1660   | CRISTINA *1626 †1689                                             | CRISTINA *1626 †1689                                             | CRISTINA *1626 †1689                                             | CRISTINA *1626 †1689                                             | CRISTINA *1626 †1689                                             | CRISTINA *1626 †1689                                             |  |  |  |  |  |  |  |  |  |  |  |  |  |  |  |  |  |  |
|                                                   |                                                   |                                                   |                                                   |                                                   |                                                   |                              |                              |                              |                              |                              |                              | Cristina Maddalena *1616 †1662 Federico VI di Baden-Durlach         | Cristina Maddalena *1616 †1662 Federico VI di Baden-Durlach         | Cristina Maddalena *1616 †1662 Federico VI di Baden-Durlach         | Cristina Maddalena *1616 †1662 Federico VI di Baden-Durlach         | Cristina Maddalena *1616 †1662 Federico VI di Baden-Durlach         | Cristina Maddalena *1616 †1662 Federico VI di Baden-Durlach         | CARLO X *1622 †1660   | CARLO X *1622 †1660   | CARLO X *1622 †1660   | CARLO X *1622 †1660   | CARLO X *1622 †1660   | CARLO X *1622 †1660   | CRISTINA *1626 †1689                                             | CRISTINA *1626 †1689                                             | CRISTINA *1626 †1689                                             | CRISTINA *1626 †1689                                             | CRISTINA *1626 †1689                                             | CRISTINA *1626 †1689                                             |  |  |  |  |  |  |  |  |  |  |  |  |  |  |  |  |  |  |
|                                                   |                                                   |                                                   |                                                   |                                                   |                                                   |                              |                              |                              |                              |                              |                              | Federico VII *1647 †1709                                            | Federico VII *1647 †1709                                            | Federico VII *1647 †1709                                            | Federico VII *1647 †1709                                            | Federico VII *1647 †1709                                            | Federico VII *1647 †1709                                            | CARLO XI *1655 †1697  | CARLO XI *1655 †1697  | CARLO XI *1655 †1697  | CARLO XI *1655 †1697  | CARLO XI *1655 †1697  | CARLO XI *1655 †1697  |                                                                  |                                                                  |                                                                  |                                                                  |                                                                  |                                                                  |  |  |  |  |  |  |  |  |  |  |  |  |  |  |  |  |  |  |
|                                                   |                                                   |                                                   |                                                   |                                                   |                                                   |                              |                              |                              |                              |                              |                              | Federico VII *1647 †1709                                            | Federico VII *1647 †1709                                            | Federico VII *1647 †1709                                            | Federico VII *1647 †1709                                            | Federico VII *1647 †1709                                            | Federico VII *1647 †1709                                            | CARLO XI *1655 †1697  | CARLO XI *1655 †1697  | CARLO XI *1655 †1697  | CARLO XI *1655 †1697  | CARLO XI *1655 †1697  | CARLO XI *1655 †1697  |                                                                  |                                                                  |                                                                  |                                                                  |                                                                  |                                                                  |  |  |  |  |  |  |  |  |  |  |  |  |  |  |  |  |  |  |
|                                                   |                                                   |                                                   |                                                   |                                                   |                                                   |                              |                              |                              |                              |                              |                              |                                                                     |                                                                     |                                                                     |                                                                     |                                                                     |                                                                     |                       |                       |                       |                       |                       |                       |                                                                  |                                                                  |                                                                  |                                                                  |                                                                  |                                                                  |  |  |  |  |  |  |  |  |  |  |  |  |  |  |  |  |  |  |
|                                                   |                                                   |                                                   |                                                   |                                                   |                                                   |                              |                              |                              |                              |                              |                              | Albertina *1682 †1755 Cristiano Augusto di Holstein-Gottorp         | Albertina *1682 †1755 Cristiano Augusto di Holstein-Gottorp         | Albertina *1682 †1755 Cristiano Augusto di Holstein-Gottorp         | Albertina *1682 †1755 Cristiano Augusto di Holstein-Gottorp         | Albertina *1682 †1755 Cristiano Augusto di Holstein-Gottorp         | Albertina *1682 †1755 Cristiano Augusto di Holstein-Gottorp         | CARLO XII *1682 †1718 | CARLO XII *1682 †1718 | CARLO XII *1682 †1718 | CARLO XII *1682 †1718 | CARLO XII *1682 †1718 | CARLO XII *1682 †1718 | ULRICA ELEONORA *1688 †1741 FEDERICO di Assia-Cassel *1676 †1751 | ULRICA ELEONORA *1688 †1741 FEDERICO di Assia-Cassel *1676 †1751 | ULRICA ELEONORA *1688 †1741 FEDERICO di Assia-Cassel *1676 †1751 | ULRICA ELEONORA *1688 †1741 FEDERICO di Assia-Cassel *1676 †1751 | ULRICA ELEONORA *1688 †1741 FEDERICO di Assia-Cassel *1676 †1751 | ULRICA ELEONORA *1688 †1741 FEDERICO di Assia-Cassel *1676 †1751 |  |  |  |  |  |  |  |  |  |  |  |  |  |  |  |  |  |  |
|                                                   |                                                   |                                                   |                                                   |                                                   |                                                   |                              |                              |                              |                              |                              |                              | Albertina *1682 †1755 Cristiano Augusto di Holstein-Gottorp         | Albertina *1682 †1755 Cristiano Augusto di Holstein-Gottorp         | Albertina *1682 †1755 Cristiano Augusto di Holstein-Gottorp         | Albertina *1682 †1755 Cristiano Augusto di Holstein-Gottorp         | Albertina *1682 †1755 Cristiano Augusto di Holstein-Gottorp         | Albertina *1682 †1755 Cristiano Augusto di Holstein-Gottorp         | CARLO XII *1682 †1718 | CARLO XII *1682 †1718 | CARLO XII *1682 †1718 | CARLO XII *1682 †1718 | CARLO XII *1682 †1718 | CARLO XII *1682 †1718 | ULRICA ELEONORA *1688 †1741 FEDERICO di Assia-Cassel *1676 †1751 | ULRICA ELEONORA *1688 †1741 FEDERICO di Assia-Cassel *1676 †1751 | ULRICA ELEONORA *1688 †1741 FEDERICO di Assia-Cassel *1676 †1751 | ULRICA ELEONORA *1688 †1741 FEDERICO di Assia-Cassel *1676 †1751 | ULRICA ELEONORA *1688 †1741 FEDERICO di Assia-Cassel *1676 †1751 | ULRICA ELEONORA *1688 †1741 FEDERICO di Assia-Cassel *1676 †1751 |  |  |  |  |  |  |  |  |  |  |  |  |  |  |  |  |  |  |
|                                                   |                                                   |                                                   |                                                   |                                                   |                                                   |                              |                              |                              |                              |                              |                              | ADOLFO FEDERICO *1710 †1771                                         |                                                                     |                                                                     |                                                                     |                                                                     |                                                                     |                       |                       |                       |                       |                       |                       |                                                                  |                                                                  |                                                                  |                                                                  |                                                                  |                                                                  |  |  |  |  |  |  |  |  |  |  |  |  |  |  |  |  |  |  |
|                                                   |                                                   |                                                   |                                                   |                                                   |                                                   |                              |                              |                              |                              |                              |                              |                                                                     |                                                                     |                                                                     |                                                                     |                                                                     |                                                                     |                       |                       |                       |                       |                       |                       |                                                                  |                                                                  |                                                                  |                                                                  |                                                                  |                                                                  |  |  |  |  |  |  |  |  |  |  |  |  |  |  |  |  |  |  |
|                                                   |                                                   |                                                   |                                                   |                                                   |                                                   |                              |                              |                              |                              |                              |                              |                                                                     |                                                                     |                                                                     |                                                                     |                                                                     |                                                                     |                       |                       |                       |                       |                       |                       |                                                                  |                                                                  |                                                                  |                                                                  |                                                                  |                                                                  |  |  |  |  |  |  |  |  |  |  |  |  |  |  |  |  |  |  |
| GUSTAVO III *1746 †1792                           | GUSTAVO III *1746 †1792                           | GUSTAVO III *1746 †1792                           | GUSTAVO III *1746 †1792                           | GUSTAVO III *1746 †1792                           | GUSTAVO III *1746 †1792                           |                              |                              |                              |                              |                              |                              | CARLO XIII *1748 †1818                                              | CARLO XIII *1748 †1818                                              | CARLO XIII *1748 †1818                                              | CARLO XIII *1748 †1818                                              | CARLO XIII *1748 †1818                                              | CARLO XIII *1748 †1818                                              |                       |                       |                       |                       |                       |                       |                                                                  |                                                                  |                                                                  |                                                                  |                                                                  |                                                                  |  |  |  |  |  |  |  |  |  |  |  |  |  |  |  |  |  |  |
| GUSTAVO III *1746 †1792                           | GUSTAVO III *1746 †1792                           | GUSTAVO III *1746 †1792                           | GUSTAVO III *1746 †1792                           | GUSTAVO III *1746 †1792                           | GUSTAVO III *1746 †1792                           |                              |                              |                              |                              |                              |                              | CARLO XIII *1748 †1818                                              | CARLO XIII *1748 †1818                                              | CARLO XIII *1748 †1818                                              | CARLO XIII *1748 †1818                                              | CARLO XIII *1748 †1818                                              | CARLO XIII *1748 †1818                                              |                       |                       |                       |                       |                       |                       |                                                                  |                                                                  |                                                                  |                                                                  |                                                                  |                                                                  |  |  |  |  |  |  |  |  |  |  |  |  |  |  |  |  |  |  |
| GUSTAVO IV ADOLFO *1778 †1837                     | GUSTAVO IV ADOLFO *1778 †1837                     | GUSTAVO IV ADOLFO *1778 †1837                     | GUSTAVO IV ADOLFO *1778 †1837                     | GUSTAVO IV ADOLFO *1778 †1837                     | GUSTAVO IV ADOLFO *1778 †1837                     |                              |                              |                              |                              |                              |                              | CARLO XIV Jean-Baptiste Jules Bernadotte (adottato) *1763 †1844     | CARLO XIV Jean-Baptiste Jules Bernadotte (adottato) *1763 †1844     | CARLO XIV Jean-Baptiste Jules Bernadotte (adottato) *1763 †1844     | CARLO XIV Jean-Baptiste Jules Bernadotte (adottato) *1763 †1844     | CARLO XIV Jean-Baptiste Jules Bernadotte (adottato) *1763 †1844     | CARLO XIV Jean-Baptiste Jules Bernadotte (adottato) *1763 †1844     |                       |                       |                       |                       |                       |                       |                                                                  |                                                                  |                                                                  |                                                                  |                                                                  |                                                                  |  |  |  |  |  |  |  |  |  |  |  |  |  |  |  |  |  |  |
| GUSTAVO IV ADOLFO *1778 †1837                     | GUSTAVO IV ADOLFO *1778 †1837                     | GUSTAVO IV ADOLFO *1778 †1837                     | GUSTAVO IV ADOLFO *1778 †1837                     | GUSTAVO IV ADOLFO *1778 †1837                     | GUSTAVO IV ADOLFO *1778 †1837                     |                              |                              |                              |                              |                              |                              | CARLO XIV Jean-Baptiste Jules Bernadotte (adottato) *1763 †1844     | CARLO XIV Jean-Baptiste Jules Bernadotte (adottato) *1763 †1844     | CARLO XIV Jean-Baptiste Jules Bernadotte (adottato) *1763 †1844     | CARLO XIV Jean-Baptiste Jules Bernadotte (adottato) *1763 †1844     | CARLO XIV Jean-Baptiste Jules Bernadotte (adottato) *1763 †1844     | CARLO XIV Jean-Baptiste Jules Bernadotte (adottato) *1763 †1844     |                       |                       |                       |                       |                       |                       |                                                                  |                                                                  |                                                                  |                                                                  |                                                                  |                                                                  |  |  |  |  |  |  |  |  |  |  |  |  |  |  |  |  |  |  |
| Sofia Guglielmina *1801 †1865 Leopoldo I di Baden | Sofia Guglielmina *1801 †1865 Leopoldo I di Baden | Sofia Guglielmina *1801 †1865 Leopoldo I di Baden | Sofia Guglielmina *1801 †1865 Leopoldo I di Baden | Sofia Guglielmina *1801 †1865 Leopoldo I di Baden | Sofia Guglielmina *1801 †1865 Leopoldo I di Baden |                              |                              |                              |                              |                              |                              | OSCAR I *1799 †1859                                                 | OSCAR I *1799 †1859                                                 | OSCAR I *1799 †1859                                                 | OSCAR I *1799 †1859                                                 | OSCAR I *1799 †1859                                                 | OSCAR I *1799 †1859                                                 |                       |                       |                       |                       |                       |                       |                                                                  |                                                                  |                                                                  |                                                                  |                                                                  |                                                                  |  |  |  |  |  |  |  |  |  |  |  |  |  |  |  |  |  |  |
| Sofia Guglielmina *1801 †1865 Leopoldo I di Baden | Sofia Guglielmina *1801 †1865 Leopoldo I di Baden | Sofia Guglielmina *1801 †1865 Leopoldo I di Baden | Sofia Guglielmina *1801 †1865 Leopoldo I di Baden | Sofia Guglielmina *1801 †1865 Leopoldo I di Baden | Sofia Guglielmina *1801 †1865 Leopoldo I di Baden |                              |                              |                              |                              |                              |                              | OSCAR I *1799 †1859                                                 | OSCAR I *1799 †1859                                                 | OSCAR I *1799 †1859                                                 | OSCAR I *1799 †1859                                                 | OSCAR I *1799 †1859                                                 | OSCAR I *1799 †1859                                                 |                       |                       |                       |                       |                       |                       |                                                                  |                                                                  |                                                                  |                                                                  |                                                                  |                                                                  |  |  |  |  |  |  |  |  |  |  |  |  |  |  |  |  |  |  |
|                                                   |                                                   |                                                   |                                                   |                                                   |                                                   |                              |                              |                              |                              |                              |                              |                                                                     |                                                                     |                                                                     |                                                                     |                                                                     |                                                                     |                       |                       |                       |                       |                       |                       |                                                                  |                                                                  |                                                                  |                                                                  |                                                                  |                                                                  |  |  |  |  |  |  |  |  |  |  |  |  |  |  |  |  |  |  |
| Federico I *1826 †1907                            | Federico I *1826 †1907                            | Federico I *1826 †1907                            | Federico I *1826 †1907                            | Federico I *1826 †1907                            | Federico I *1826 †1907                            | CARLO XV *1826 †1872         | CARLO XV *1826 †1872         | CARLO XV *1826 †1872         | CARLO XV *1826 †1872         | CARLO XV *1826 †1872         | CARLO XV *1826 †1872         | OSCAR II *1829 †1907                                                | OSCAR II *1829 †1907                                                | OSCAR II *1829 †1907                                                | OSCAR II *1829 †1907                                                | OSCAR II *1829 †1907                                                | OSCAR II *1829 †1907                                                |                       |                       |                       |                       |                       |                       |                                                                  |                                                                  |                                                                  |                                                                  |                                                                  |                                                                  |  |  |  |  |  |  |  |  |  |  |  |  |  |  |  |  |  |  |
| Federico I *1826 †1907                            | Federico I *1826 †1907                            | Federico I *1826 †1907                            | Federico I *1826 †1907                            | Federico I *1826 †1907                            | Federico I *1826 †1907                            | CARLO XV *1826 †1872         | CARLO XV *1826 †1872         | CARLO XV *1826 †1872         | CARLO XV *1826 †1872         | CARLO XV *1826 †1872         | CARLO XV *1826 †1872         | OSCAR II *1829 †1907                                                | OSCAR II *1829 †1907                                                | OSCAR II *1829 †1907                                                | OSCAR II *1829 †1907                                                | OSCAR II *1829 †1907                                                | OSCAR II *1829 †1907                                                |                       |                       |                       |                       |                       |                       |                                                                  |                                                                  |                                                                  |                                                                  |                                                                  |                                                                  |  |  |  |  |  |  |  |  |  |  |  |  |  |  |  |  |  |  |
| Vittoria *1862 †1930                              | Vittoria *1862 †1930                              | Vittoria *1862 †1930                              | Vittoria *1862 †1930                              | Vittoria *1862 †1930                              | Vittoria *1862 †1930                              |                              |                              |                              |                              |                              |                              | GUSTAVO V *1858 †1950                                               | GUSTAVO V *1858 †1950                                               | GUSTAVO V *1858 †1950                                               | GUSTAVO V *1858 †1950                                               | GUSTAVO V *1858 †1950                                               | GUSTAVO V *1858 †1950                                               |                       |                       |                       |                       |                       |                       |                                                                  |                                                                  |                                                                  |                                                                  |                                                                  |                                                                  |  |  |  |  |  |  |  |  |  |  |  |  |  |  |  |  |  |  |
| Vittoria *1862 †1930                              | Vittoria *1862 †1930                              | Vittoria *1862 †1930                              | Vittoria *1862 †1930                              | Vittoria *1862 †1930                              | Vittoria *1862 †1930                              |                              |                              |                              |                              |                              |                              | GUSTAVO V *1858 †1950                                               | GUSTAVO V *1858 †1950                                               | GUSTAVO V *1858 †1950                                               | GUSTAVO V *1858 †1950                                               | GUSTAVO V *1858 †1950                                               | GUSTAVO V *1858 †1950                                               |                       |                       |                       |                       |                       |                       |                                                                  |                                                                  |                                                                  |                                                                  |                                                                  |                                                                  |  |  |  |  |  |  |  |  |  |  |  |  |  |  |  |  |  |  |
|                                                   |                                                   |                                                   |                                                   |                                                   |                                                   |                              |                              |                              |                              |                              |                              |                                                                     |                                                                     |                                                                     |                                                                     |                                                                     |                                                                     |                       |                       |                       |                       |                       |                       |                                                                  |                                                                  |                                                                  |                                                                  |                                                                  |                                                                  |  |  |  |  |  |  |  |  |  |  |  |  |  |  |  |  |  |  |
|                                                   |                                                   |                                                   |                                                   |                                                   |                                                   |                              |                              |                              |                              |                              |                              | GUSTAVO VI ADOLFO *1882 †1973                                       |                                                                     |                                                                     |                                                                     |                                                                     |                                                                     |                       |                       |                       |                       |                       |                       |                                                                  |                                                                  |                                                                  |                                                                  |                                                                  |                                                                  |  |  |  |  |  |  |  |  |  |  |  |  |  |  |  |  |  |  |
|                                                   |                                                   |                                                   |                                                   |                                                   |                                                   |                              |                              |                              |                              |                              |                              |                                                                     |                                                                     |                                                                     |                                                                     |                                                                     |                                                                     |                       |                       |                       |                       |                       |                       |                                                                  |                                                                  |                                                                  |                                                                  |                                                                  |                                                                  |  |  |  |  |  |  |  |  |  |  |  |  |  |  |  |  |  |  |
|                                                   |                                                   |                                                   |                                                   |                                                   |                                                   |                              |                              |                              |                              |                              |                              | Gustavo Adolfo *1906 †1947                                          |                                                                     |                                                                     |                                                                     |                                                                     |                                                                     |                       |                       |                       |                       |                       |                       |                                                                  |                                                                  |                                                                  |                                                                  |                                                                  |                                                                  |  |  |  |  |  |  |  |  |  |  |  |  |  |  |  |  |  |  |
|                                                   |                                                   |                                                   |                                                   |                                                   |                                                   |                              |                              |                              |                              |                              |                              |                                                                     |                                                                     |                                                                     |                                                                     |                                                                     |                                                                     |                       |                       |                       |                       |                       |                       |                                                                  |                                                                  |                                                                  |                                                                  |                                                                  |                                                                  |  |  |  |  |  |  |  |  |  |  |  |  |  |  |  |  |  |  |
|                                                   |                                                   |                                                   |                                                   |                                                   |                                                   |                              |                              |                              |                              |                              |                              | CARLO XVI GUSTAVO *1946                                             |                                                                     |                                                                     |                                                                     |                                                                     |                                                                     |                       |                       |                       |                       |                       |                       |                                                                  |                                                                  |                                                                  |                                                                  |                                                                  |                                                                  |  |  |  |  |  |  |  |  |  |  |  |  |  |  |  |  |  |  |
|                                                   |                                                   |                                                   |                                                   |                                                   |                                                   |                              |                              |                              |                              |                              |                              |                                                                     |                                                                     |                                                                     |                                                                     |                                                                     |                                                                     |                       |                       |                       |                       |                       |                       |                                                                  |                                                                  |                                                                  |                                                                  |                                                                  |                                                                  |  |  |  |  |  |  |  |  |  |  |  |  |  |  |  |  |  |  |
|                                                   |                                                   |                                                   |                                                   |                                                   |                                                   |                              |                              |                              |                              |                              |                              | Vittoria *1977                                                      |                                                                     |                                                                     |                                                                     |                                                                     |                                                                     |                       |                       |                       |                       |                       |                       |                                                                  |                                                                  |                                                                  |                                                                  |                                                                  |                                                                  |  |  |  |  |  |  |  |  |  |  |  |  |  |  |  |  |  |  |
|                                                   |                                                   |                                                   |                                                   |                                                   |                                                   |                              |                              |                              |                              |                              |                              |                                                                     |                                                                     |                                                                     |                                                                     |                                                                     |                                                                     |                       |                       |                       |                       |                       |                       |                                                                  |                                                                  |                                                                  |                                                                  |                                                                  |                                                                  |  |  |  |  |  |  |  |  |  |  |  |  |  |  |  |  |  |  |
|                                                   |                                                   |                                                   |                                                   |                                                   |                                                   |                              |                              |                              |                              |                              |                              | Estelle *2012                                                       |                                                                     |                                                                     |                                                                     |                                                                     |                                                                     |                       |                       |                       |                       |                       |                       |                                                                  |                                                                  |                                                                  |                                                                  |                                                                  |                                                                  |  |  |  |  |  |  |  |  |  |  |  |  |  |  |  |  |  |  |